# Diverse
Diverse – polska marka odzieżowa powstała w 1993 roku. Właścicielem marki jest firma ETOS S.A. z siedzibą w Gdańsku.
Oferuje odzież damską i męską, której uzupełnieniem są akcesoria, obuwie oraz torby i plecaki.

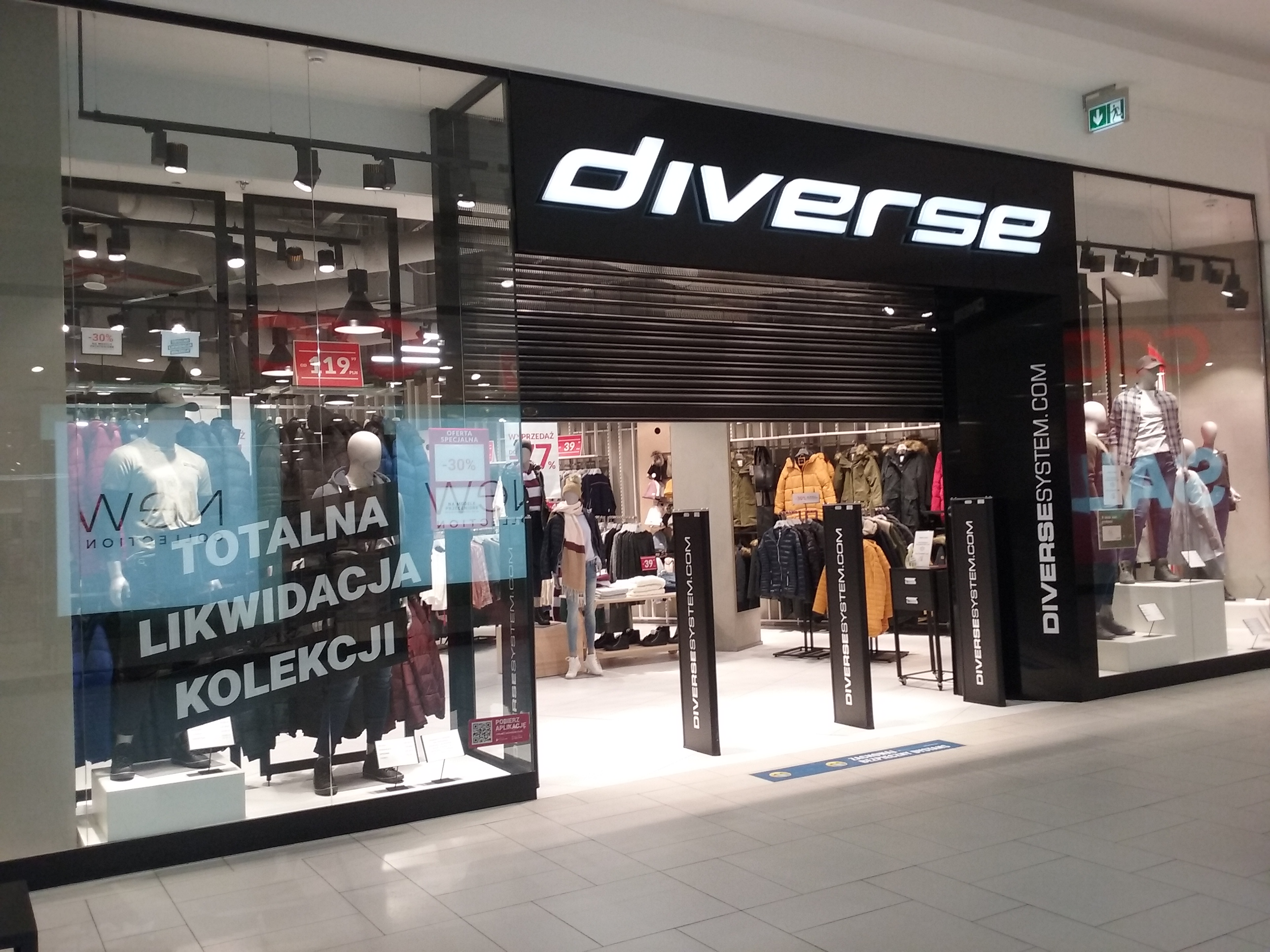
Salon Diverse w Tomaszowie Mazowieckim

Sieć sprzedaży Diverse, to obecnie ponad 270 salonów w całej Polsce. Diverse umożliwia również zakup swoich produktów w sklepie internetowym.
Marka Diverse jest zaangażowana w działania promujące aktywny sposób spędzania wolnego czasu. W ramach projektu DiverseExtremeTeam, marka organizuje wydarzenia związane ze sportami ekstremalnymi i wyczynowymi, współpracując przy tym ze stowarzyszeniami oraz sportowcami. Diverse ExtremeTeam to cykliczna kolekcja odzieży, która charakteryzuje się wygodą i techniczną funkcjonalnością.
Dla stałych klientów Diverse powstał program lojalnościowy o nazwie Diverse Club. Marka Diverse otrzymała nagrody i wyróżnienia. Wśród nich: tytuł CoolBrand Polska (przyznawany marce rozumianej jako obiekt pożądania wśród osób wyznaczających trendy i wywierających wpływ na opinię publiczną), Diamenty Forbesa w rankingu najbardziej wartościowych firm oraz wielokrotne wyróżnienia jako Studencki Produkt Roku.